# Architeuthis dux
Architeuthis dux és una espècie de mol·lusc cefalòpode de l'ordre Oegopsida. Es tracta d'un calamar gegant, el més llarg del món amb uns 12 m. Viu a l'oceà profund de tot el món i ha estat observat viu en molt poques ocasions. Les primeres imatges de l'animal en el seu hàbitat natural van ser preses el 2004 per un equip japonès.
S'ha debatut sobre el nombre d'espècies diferents d'Architeuthis però recents investigacions genètiques suggereixen que només existeix una espècie, A. dux.

## Mida
Architeuthis dux pot arribar a una grandària enorme, oferint un exemple de gigantisme d'aigües profundes; estimacions recents situen la mida màxima al voltant dels 12-13 m per a les femelles i 10 m per als mascles, des de les aletes posteriors fins a la punta dels dos llargs tentacles (més llarg que el calamar colossal, amb uns 9-10 m estimats, però substancialment més lleugers). El mantell fa aproximadament 2 m de llargada (més a les femelles i menys als mascles), i la longitud del calamar excloent els seus tentacles (però inclosos el cap i els braços) rarament supera els 5 m. Les cites d'exemplars de 20 m o més no s'han documentat científicament.